# Yoshimar Yotún
Victor Yoshimar Yotún Flores (* 7. April 1990 in Callao, Peru) ist ein peruanischer Fußballspieler, der in der Nationalmannschaft linker Außenverteidiger und im linken Mittelfeld spielt. Er war schon in Süd- und Nordamerika und in Europa aktiv.

## Werdegang
Ab seinem 7. Lebensjahr spielte er bei mehreren Vereinen in seiner Heimatstadt Callao, dann wechselte er zum Hauptstadtclub Sporting Cristal. Dort brachte er so herausragende Leistungen, dass er von Journalisten 2012 in eine Südamerikaauswahl gewählt wurde. Sein Nationalelfdebüt hatte er schon 2011 gegeben, bei der Copa América 2011 erreichte er mit Peru den dritten Platz.
2013 wurde er an den brasilianischen Topclub CR Vasco da Gama ausgeliehen, kehrte aber anschließend wieder nach Peru zurück und gewann 2014 in der Primera División den Meistertitel. Im Januar 2015 verließ er erneut sein Heimatland, dieses Mal wechselte er fix nach Schweden und unterzeichnete beim dortigen amtierenden Meister Malmö FF einen Drei-Jahres-Vertrag. Nach einer erfolgreichen Zeit in Malmö und dem zweimaligen Gewinn der Meisterschaft wechselte Yotún im August 2017 zu Orlando City SC. Yotún spielte drei Spiele für Peru bei der Fußballweltmeisterschaft 2018 in Russland, der ersten WM mit peruanischer Beteiligung seit 1982; allerdings schied Yotúns Mannschaft nach zwei 0:1-Niederlagen gegen Dänemark und Frankreich und einem 2:0-Sieg gegen Australien als Dritter der Gruppe C in der Gruppenphase aus.
Der Verein Cruz Azul aus Mexiko-Stadt nahm Yotún zur Saison 2019/20 unter Vertrag, er gewann die Clausura 2020 sowie 2021 und das Meisterschaftsfinale 2021 gegen den Verein Santos Laguna.